# Monumento funebre del doge Pietro Mocenigo
Il Monumento funebre del doge Pietro Mocenigo venne realizzato da Pietro Lombardo coi figli Tullio e Antonio tra il 1477 e il 1481 circa nella basilica dei Santi Giovanni e Paolo a Venezia. È in pietra d'Istria.

## Storia
Il doge Pietro Mocenigo aveva combattuto per diversi anni i Turchi per mare a Negroponte, a Rodi, Delo, Smirne e in Albania e aveva fatto da mediatore per conto di Venezia nella successione di Caterina Cornaro a Cipro. Aveva ottenuto una fortunata, seppur modesta, vittoria sui turchi a Smirne in una campagna militare nell'Egeo che aveva fruttato schiavi e bottino. Il suo monumento funebre, commissionato dai fratelli del defunto Niccolò e Giovanni, fu infatti decorato da un apparato che esaltasse le qualità militari del "capitano do mar". si trattava di una struttura che celebrasse un vero e proprio trionfo, a metà strada tra una concezione cortese e una rievocazione dell'antico. 
Si trattò di un'opera altamente innovativa, che a Venezia ruppe con la tradizione trecentesca dei monumenti a baldacchino per importare un più solenne stile rinascimentale, derivato dalla struttura degli archi di trionfo e avvalentisi anche degli arcosoli del Rinascimento fiorentino in Santa Croce (Firenze), quali il monumento di Leonardo Bruni di Bernardo Rossellino (1450) e quello di Carlo Marsuppini di Desiderio da Settignano (1453-1455). Innovativa fu anche la posizione eretta e fiera del doge, non più sdraiato sul catafalco; venne rappresentato invece come già risorto, non a caso in asse con la statua del Cristo sulla sommità.

## Descrizione e stile
Entro un'arcata fiancheggiata da nicchie con sei statue di giovani guerrieri in costume romano, forse i Cesari con corazze un tempo dorate, tre figure virili reggono il sarcofago del doge, composto da una cassa all'antica, coronata da una cimasa arcuata con due piccole volute ai lati. La cassa è tripartita da bassorilievi: al centro una ghirlanda contiene l'iscrizione «ex hostium manubiis» (le prede belliche hanno finanziato il monumento) e ai lati sono raffigurate le imprese più famose del doge, la Presa di Smirne e la Consegna delle chiavi di Famagosta a Caterina Cornaro. Sulle testate si trovano i santi Teodoro e Giorgio, due santi cavalieri.
Sul sarcofago in piedi le statue a tutto tondo del doge armato, con la corazza d'acciaio sotto il mantello generalizio e di due paggi, uno col bastone di comando e l'altro reggiscudo con lo stemma dei Mocenigo. Oltre l'arco che corona il sepolcro, decorato da finissimi rilievi vegetali e all'antica, si trova un attico, decorato dal bassorilievo delle Marie al sepolcro con l'Angelo e la Resurrezione di Cristo. Sopra un timpano semicircolare, del tutto simile alla cimasa del sepolcro, si trovano poi altre tre statue del Cristo redentore tra due putti. 
Lo zoccolo della base è decorato da un fregi d'armi e due bassorilievi di Antonio Lombardo, con Ercole e il Leone Nemeo ed Ercole contro l'Idra di Lerna, evidenti richiami mitologici al valore militare del doge, che sono in stretta relazione coi rilievi storici sul sarcofago.